# 연기향교
연기향교(燕岐鄕校)는 세종특별자치시 연기면에 있는 조선시대의 향교이다. 2012년 12월 31일 대한민국 세종특별자치시의 기념물 제6호로 지정되었다.

## 개요
원래 연기리 서쪽에 있었던 것을 1647년(조선 인조 21년)에 현 위치로 옮겨지었다. 건물은 공자를 위시한 중국의 성현과 한국 역대 성현들의 위패를 모시고 봄과 가을에 제사를 드리는 대성전과 학문을 가르치고 배우던 명륜당이 있다.
성현들의 위패를 모신 대성전은 정면 5칸 측면 3칸의 맞배집이다. 명륜당은 정면 3간 측면 3간의 맞배집이다.

## 같이 보기
- 연기 척화비 - 세종특별자치시 기념물 제11호

## 참고 자료
- 연기향교 - 국가유산청 국가유산포털